# Maria Dizzia
Maria Teresa Dizzia (Cranford, 29 dicembre 1974) è un'attrice statunitense.

## Filmografia parziale

### Cinema
- Rachel sta per sposarsi (Rachel Getting Married), regia di Jonathan Demme (2008)
- L'amore e altri luoghi impossibili (The Other Woman), regia di Don Roos (2009)
- Down the Shore, regia di Harold Guskin (2011)
- La fuga di Martha (Martha Marcy May Marlene), regia di Sean Durkin (2011)
- Margin Call, regia di J. C. Chandor (2011)
- Keep the Lights On, regia di Ira Sachs (2012)
- Captain Phillips - Attacco in mare aperto (Captain Phillips), regia di Paul Greengrass (2013) - non accreditata
- Giovani si diventa (While We're Young), regia di Noah Baumbach (2014)
- True Story, regia di Rupert Goold (2015)
- 3 Generations - Una famiglia quasi perfetta (3 Generations), regia di Gaby Dellal (2015)
- Christine, regia di Antonio Campos (2016)
- Insospettabili sospetti (Going in Style), regia di Zach Braff (2017)
- Humor Me, regia di Sam Hoffman (2017)
- Fits and Starts, regia di Laura Terruso (2017)
- Piercing, regia di Nicolas Pesce (2018)
- Vox Lux, regia di Brady Corbet (2018)
- E poi c'è Katherine (Late Night), regia di Nisha Ganatra (2019)
- Above the Shadows, regia di Claudia Myers (2019)
- The Neighbors' Window, regia di Marshall Curry (2019) - cortometraggio
- Funny Pages, regia di Owen Kline (2022)
- The Good Nurse, regia di Tobias Lindholm (2022)

### Televisione
- Smith – serie TV, 3 episodi (2006)
- Law & Order - I due volti della giustizia (Law & Order) – serie TV, un episodio (2008)
- Louie – serie TV, 3 episodi (2011-2012)
- Royal Pains – serie TV, 2 episodi (2016)
- Red Oaks – serie TV, 5 episodi (2017)
- Orange Is the New Black – serie TV, 18 episodi (2013-2019)
- Tredici (13 Reasons Why) – serie TV, 8 episodi (2017-2019)
- Emergence – serie TV, 9 episodi (2019-2020)
- The Undoing - Le verità non dette (The Undoing), regia di Susanne Bier – miniserie TV, puntate 1-2 (2020)
- The Staircase - Una morte sospetta (The Staircase), regia di Antonio Campos e Leigh Janiak – miniserie TV, 6 puntate (2022)
- The First Lady – serie TV, 3 episodi (2022)
- School Spirits - serie TV, 12 episodi (2023-2025)
- Life & Beth – serie TV, 3 episodi (2024)
- Agatha All Along, regia di Jac Schaeffer, Rachel Goldberg e Gandja Monteiro – miniserie TV, puntate 6-8 (2024)

## Teatro
Lista parziale
- Eurydice (2007)
- In the Next Room (or The Vibrator Play) (2009-2010)
- Uncle Vanya (2012)
- What the Constitution Means to Me (2020)
- Macbeth (2022)

## Doppiatrici italiane
Nelle versioni in italiano delle opere in cui ha recitato, Maria Dizzia è stata doppiata da:
- Alessandra Grado in Orange Is The New Black, Le verità non dette
- Francesca Fiorentini in 3 Generations - Una famiglia quasi perfetta, Emergence
- Daniela Calò in Red Oaks, The First Lady
- Jolanda Granato in Tredici, Agatha All Along
- Irene Di Valmo in Fringe
- Chiara Gioncardi ne La fuga di Martha
- Micaela Incitti in The Good Wife
- Valeria Perilli in Elementary
- Laura Romano in Giovani si diventa
- Loretta Di Pisa in Insospettabili sospetti
- Beatrice Margiotti in Bull
- Giò Giò Rapattoni in The Staircase - Una morte sospetta
- Beatrice Caggiula in School Spirits